# Международный фестиваль современной музыки имени Кара Караева
Международный фестиваль современной музыки имени Кара Караева (Караевский фестиваль) — фестиваль современной музыки. Ориентирован на исполнение академической музыки XX века, формирование её аудитории и круга исполнителей.

## История
Фестиваль впервые был проведён в 1986 году по инициативе композиторов Фараджа Караева, Олега Фельзера и дирижера Рауфа Абдуллаева, и с первых концертов вызвал резонанс, инициировав два последующих фестиваля в 1988 и 1990 годах и став заметным явлением в музыкальной жизни Баку. Программа фестивалей составила музыкальную классику XX века, включая сочинения А. Шёнберга, А. Веберна, А. Берга, И. Стравинского, П. Хиндемита, представителей европейского и русского послевоенного авангарда 50-60-х годов — К. Штокхаузена, С. Буссотти, В. Лютославского, Т. Берда, А. Шнитке, Э. Денисова, С. Губайдулиной, А. Раскатова, а также американской музыкальной культуры — Дж. Кейджа и Дж. Крамба.
Среди исполнителей: Л. Исакадзе, О. Крыса, Татьяна Чекина, И. Монигетти, А. Любимов, ансамбль ударных инструментов Марка Пекарского и иные.

### Возобновление
Фестиваль был возрожден через 20 лет по инициативе профессора Московской консерватории Ф. Караева, ставшего его художественным руководителем, при поддержке Министерства культуры Азербайджана. С 2011 года проводится весной, раз в два года. В рамках фестиваля помимо концертов проходят лекции и мастер-классы, посвящённые различным теоретическим аспектам современной академической музыки.
К числу знаменательных событий фестиваля относится первое исполнение на постсоветском пространстве одного из наиболее знаковых сочинений европейского авангарда — Симфонии Л. Берио для симфонического оркестра и восьми голосов. Исполнители: Азербайджанский государственный симфонический оркестр (дирижер — Р. Абдуллаев) и московский вокальный ансамбль Questa Musica (художественный руководитель — Ф. Чижевский).
IV международный фестиваль современной музыки имени Кара Караева прошёл 2—8 апреля 2011 года.
V международный фестиваль прошёл 14—19 апреля 2013 года. В фестивале кроме азербайджанских музыкатов также приняли участие музыканты Франции, Германии, Голландии, России, Австрии.
VI фестиваль состоялся 20—24 апреля 2015 года.
VII международный фестиваль современной музыки прошёл с 12 по 14 апреля 2018 года.